# Thorganby (Lincolnshire)
Pour les articles homonymes, voir Thorganby.
Thorganby est une paroisse civile et un village du Lincolnshire, en Angleterre.